# Sankt Johann am Tauern
Sankt Johann am Tauern var en kommun i distriktet Murtal i förbundslandet Steiermark i Österrike. Den blev den 1 januari 2015 en del av kommunen Pölstal.
Kommunen bestod av två orter (Ortschaften) (inom parentes invånarantal 1 januari 2024):
- Sankt Johann am Tauern Schattseite (111)
- Sankt Johann am Tauern Sonnseite (314)